# Pedrera departamental de Tuïr

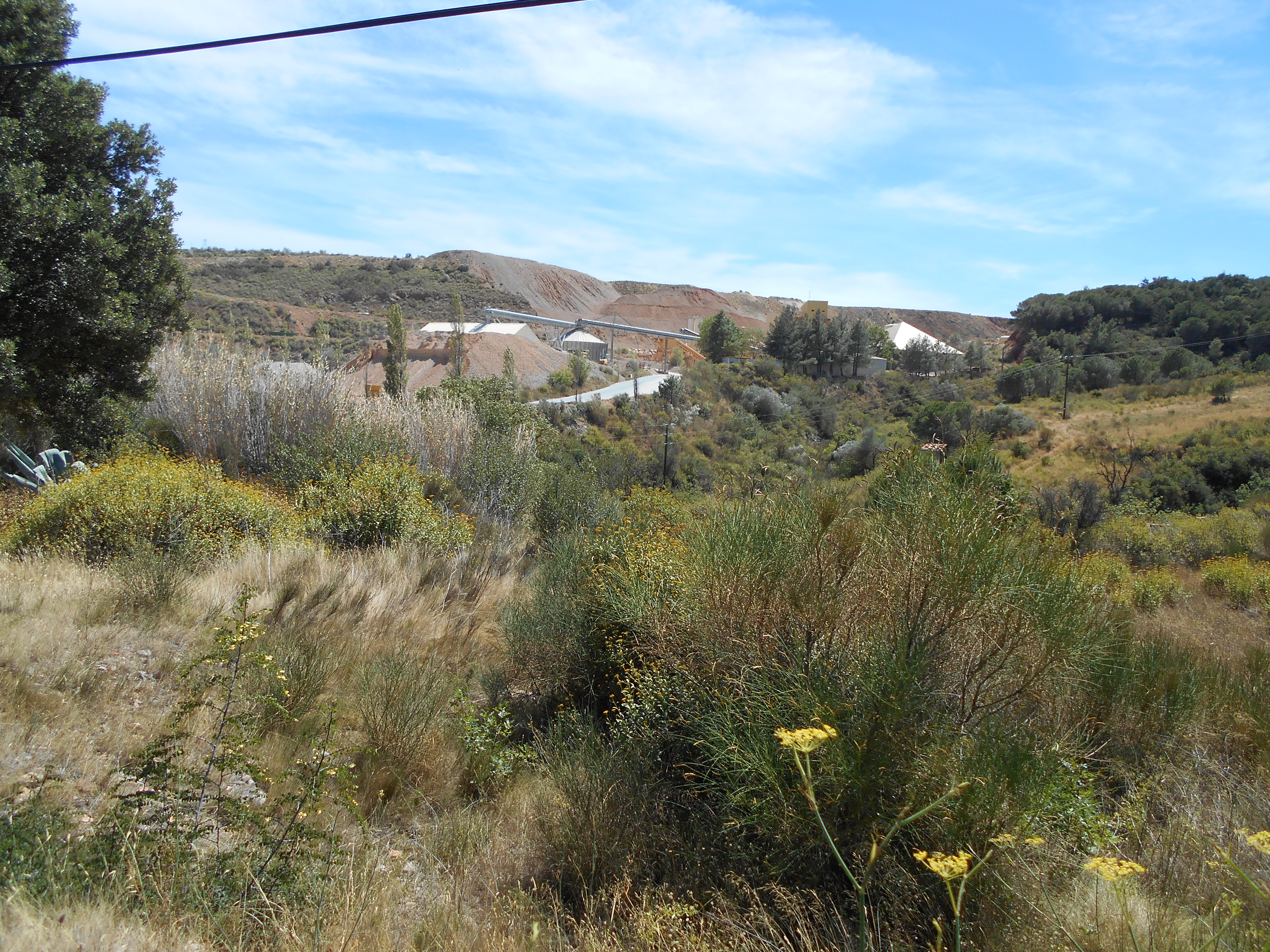

La Pedrera departamental de Tuïr és una important pedrera situada a cavall dels terme de Santa Coloma de Tuïr i de Tuïr, a la comarca del Rosselló, de la Catalunya del Nord.
Està situada al nord del terme comunal de Santa Coloma, i al sud-oest del de Tuïr. Majoritàriament és dins del primer dels dos termes.
Pertany a la societat Roussillon agrégats, i, juntament amb una pedrera de la Tor de Querol, és l'única existent en el departament. S'hi produeix tota mena de material granulats per a la construcció, principalment graves. La pedrera aprofita un jaciment calcari a flor de terra, i fa més de 50 anys que se n'extreu material. La pedrera utilitza les tècniques més avançades tant en l'explotació del jaciment, com en la recuperació ecològica dels sectors en desús, i disposa de tots els certificats corresponents en qualitat, seguretat i entorn.